# Arctornis ouria
Arctornis ouria is een donsvlinder uit de familie van de spinneruilen (Erebidae). De wetenschappelijke naam van de soort is voor het eerst geldig gepubliceerd in 1938 door Collenette.